# Aurora (Texas)
Aurora is een plaats (town) in de Amerikaanse staat Texas, en valt bestuurlijk gezien onder Wise County.
Aurora is het best bekend vanwege een vermeende ufocrash in april 1897, en de legende dat de ufopiloot begraven zou liggen op het lokale kerkhof. De website van de gemeente vermeldt de legende ook en toont een 'alien' op de hoofdpagina.

## Demografie
Bij de volkstelling in 2000 werd het aantal inwoners vastgesteld op 853.
In 2006 is het aantal inwoners door het United States Census Bureau geschat op 1021, een stijging van 168 (19,7%).

## Geografie
Volgens het United States Census Bureau beslaat de plaats een oppervlakte van
8,4 km², geheel bestaande uit land.

## Plaatsen in de nabije omgeving
De onderstaande figuur toont nabijgelegen plaatsen in een straal van 12 km rond Aurora.

## UFO meldingen
Aurora kreeg in 2007 in de VS landelijke bekendheid door een geruchtmakende uitzending van het History Channel-programma UFO Hunters. Het programma besteedde onder de titel Aurora-incident aandacht aan de vermeende crash van een UFO op 17 april 1897.
Freelance journalist H. E. Haydon schreef op 17 april 1897 in de Dallas Morning News dat zich de vorige dag om 6 u boven Aurora een ruimteschip had bevonden dat duidelijk moeite had met manoeuvreren. Het vloog langzaam in noordelijke richting, verloor hoogte, en explodeerde vervolgens na een botsing met een windmolen. Daarbij werd de molen beschadigd en de voortuin verwoest. De resten van de piloot zouden de indruk gegeven hebben, dat hij "niet van deze wereld" was. Andere verslagen over het voorval bestaan niet. Vele jaren later meldden inwoners dat de resten van de piloot de dag na het ongeval bijgezet werden op de begraafplaats van het dorp.
Haydon zei later dat hij gewoon de aandacht wilde vestigen op zijn geboorteplaats.
Hoewel de overgrote meerderheid van de onderzoekers ervan overtuigd zijn dat het om een 'hoax' gaat, blijven er mensen geloven in een ufocrash. De staat Texas nam de Aurora-begraafplaats op als beschermd monument en liet een bronzen gedenkplaat aanbrengen om het evenement te herdenken.
UFO Hunters besteedde aandacht aan een oude boom op de vermeende crash-site waarin ze tientallen metalen deeltjes aantroffen. In het programma werd gesteld dat meerdere mensen die uit de waterput dronken waarin resten van het vermeende ruimteschip waren gedumpt, ziek waren geworden. UFO Hunters onderzocht ook de begraafplaats waar de vermeende ruimtereiziger was begraven. Zijn grafsteen was in de jaren zeventig gestolen. Het programma trof aanwijzingen aan dat er iemand begraven lag met veel metaal om zich heen. De burgemeester gaf geen toestemming het graf te openen.